# Abierto Mexicano de Tenis 2007 - Qualificazioni singolare femminile
Le qualificazioni del singolare femminile dell'Abierto Mexicano de Tenis 2007 sono state un torneo di tennis preliminare per accedere alla fase finale della manifestazione. I vincitori dell'ultimo turno sono entrati di diritto nel tabellone principale. In caso di ritiro di uno o più giocatori aventi diritto a questi sono subentrati i lucky loser, ossia i giocatori che hanno perso nell'ultimo turno ma che avevano una classifica più alta rispetto agli altri partecipanti che avevano comunque perso nel turno finale.
Le qualificazioni del torneo prevedevano 32 partecipanti di cui 4 sono entrati nel tabellone principale.

## Teste di serie
1. Kyra Nagy (ultimo turno)
2. Jorgelina Cravero (secondo turno)
3. Maria-Jose Argeri (ultimo turno)
4. Barbora Zahlavova Strycova (ultimo turno)

1. Alizé Cornet (Qualificata)
2. Pauline Parmentier (secondo turno)
3. Kateřina Böhmová (secondo turno)
4. Sara Errani (Qualificata)

## Qualificati
1. Alizé Cornet
2. Zsófia Gubacsi

1. Sara Errani
2. Gréta Arn

## Tabellone

### Legenda
| - Q = Qualificato - WC = Wild card - LL = Lucky loser | - ALT = Alternate - SE = Special Exempt - PR = Protected Ranking | - w/o = Walkover - r = Ritirato - d = Squalificato |

### Sezione 1
|  | Primo turno             | Primo turno             | Primo turno             | Primo turno | Primo turno |  |  | Secondo turno | Secondo turno           | Secondo turno | Secondo turno | Secondo turno |   |   | Ultimo turno | Ultimo turno | Ultimo turno | Ultimo turno | Ultimo turno |  |
|  |                         |                         |                         |             |             |  |  |               |                         |               |               |               |   |   |              |              |              |              |              |  |
|  | 1                       | Kyra Nagy               | Kyra Nagy               | 6           | 6           |  |  |               |                         |               |               |               |   |   |              |              |              |              |              |  |
|  |                         | Lucie Hradecká          | Lucie Hradecká          | 2           | 3           |  |  | 1             | Kyra Nagy               | 7             | 2             | 6             |   |   |              |              |              |              |              |  |
|  | Michaela Paštiková      | Michaela Paštiková      | Michaela Paštiková      | 6           | 6           |  |  |               | Michaela Paštiková      | 65            | 6             | 0             |   |   |              |              |              |              |              |  |
|  | Silvia Disderi          | Silvia Disderi          | Silvia Disderi          | 4           | 3           |  |  |               |                         |               |               |               |   |   | 1            | Kyra Nagy    | Kyra Nagy    | 4            | 3            |  |
|  | Estrella Cabeza-Candela | Estrella Cabeza-Candela | Estrella Cabeza-Candela | 6           | 7           |  |  |               |                         | 5             | Alizé Cornet  | Alizé Cornet  | 6 | 6 |              |              |              |              |              |  |
|  | Arantxa Parra-Santonja  | Arantxa Parra-Santonja  | Arantxa Parra-Santonja  | 1           | 68          |  |  |               | Estrella Cabeza-Candela | 6             | 4             | 3             |   |   |              |              |              |              |              |  |
|  | 5                       | Alizé Cornet            | 6                       | 62          | 7           |  |  | 5             | Alizé Cornet            | 1             | 6             | 6             |   |   |              |              |              |              |              |  |
|  |                         | Julie Ditty             | 4                       | 7           | 5           |  |  |               |                         |               |               |               |   |   |              |              |              |              |              |  |

### Sezione 2
|  | Primo turno          | Primo turno          | Primo turno          | Primo turno | Primo turno |  |  | Secondo turno | Secondo turno     | Secondo turno    | Secondo turno   | Secondo turno   |   |   | Ultimo turno   | Ultimo turno   | Ultimo turno   | Ultimo turno | Ultimo turno |  |
|  |                      |                      |                      |             |             |  |  |               |                   |                  |                 |                 |   |   |                |                |                |              |              |  |
|  | 2                    | Jorgelina Cravero    | Jorgelina Cravero    | 6           | 6           |  |  |               |                   |                  |                 |                 |   |   |                |                |                |              |              |  |
|  |                      | Erika Clarke-Magana  | Erika Clarke-Magana  | 2           | 0           |  |  | 2             | Jorgelina Cravero | 6                | 2               | 4               |   |   |                |                |                |              |              |  |
|  | Zsófia Gubacsi       | Zsófia Gubacsi       | Zsófia Gubacsi       | 6           | 6           |  |  |               | Zsófia Gubacsi    | 1                | 6               | 6               |   |   |                |                |                |              |              |  |
|  | Frederica Piedade    | Frederica Piedade    | Frederica Piedade    | 1           | 2           |  |  |               |                   |                  |                 |                 |   |   | Zsófia Gubacsi | Zsófia Gubacsi | Zsófia Gubacsi | 6            | 6            |  |
|  | Jenifer Widjaja      | Jenifer Widjaja      | Jenifer Widjaja      | 6           | 6           |  |  |               |                   | Jenifer Widjaja  | Jenifer Widjaja | Jenifer Widjaja | 2 | 1 |                |                |                |              |              |  |
|  | Maria Fernanda Alves | Maria Fernanda Alves | Maria Fernanda Alves | 1           | 0           |  |  |               | Jenifer Widjaja   | Jenifer Widjaja  | 6               | 6               |   |   |                |                |                |              |              |  |
|  | 7                    | Kateřina Böhmová     | Kateřina Böhmová     | 6           | 7           |  |  | 7             | Kateřina Böhmová  | Kateřina Böhmová | 4               | 0               |   |   |                |                |                |              |              |  |
|  |                      | Sasha Khabibulina    | Sasha Khabibulina    | 3           | 5           |  |  |               |                   |                  |                 |                 |   |   |                |                |                |              |              |  |

### Sezione 3
|  | Primo turno               | Primo turno               | Primo turno         | Primo turno | Primo turno |  |  | Secondo turno | Secondo turno         | Secondo turno         | Secondo turno | Secondo turno |   |   | Ultimo turno | Ultimo turno      | Ultimo turno      | Ultimo turno | Ultimo turno |  |
|  |                           |                           |                     |             |             |  |  |               |                       |                       |               |               |   |   |              |                   |                   |              |              |  |
|  | 3                         | Maria-Jose Argeri         | 6                   | 1           | 6           |  |  |               |                       |                       |               |               |   |   |              |                   |                   |              |              |  |
|  |                           | Kathrin Wörle             | 1                   | 6           | 4           |  |  | 3             | Maria-Jose Argeri     | Maria-Jose Argeri     | 7             | 6             |   |   |              |                   |                   |              |              |  |
|  | Anna Bartenstein          | Anna Bartenstein          | 2                   | 7           | 6           |  |  |               | Anna Bartenstein      | Anna Bartenstein      | 62            | 3             |   |   |              |                   |                   |              |              |  |
|  | Nathalie Viérin           | Nathalie Viérin           | 6                   | 5           | 1           |  |  |               |                       |                       |               |               |   |   | 3            | Maria-Jose Argeri | Maria-Jose Argeri | 4            | 1            |  |
|  | Ekaterina Afinogenova     | Ekaterina Afinogenova     | 2                   | 7           | 6           |  |  |               |                       | 8                     | Sara Errani   | Sara Errani   | 6 | 6 |              |                   |                   |              |              |  |
|  | Maria-Vanina Garcia-Sokol | Maria-Vanina Garcia-Sokol | 6                   | 65          | 1           |  |  |               | Ekaterina Afinogenova | Ekaterina Afinogenova | 3             | 2             |   |   |              |                   |                   |              |              |  |
|  | 8                         | Sara Errani               | Sara Errani         | 6           | 6           |  |  | 8             | Sara Errani           | Sara Errani           | 6             | 6             |   |   |              |                   |                   |              |              |  |
|  |                           | Story Tweedie-Yates       | Story Tweedie-Yates | 4           | 3           |  |  |               |                       |                       |               |               |   |   |              |                   |                   |              |              |  |

### Sezione 4
|  | Primo turno            | Primo turno                | Primo turno                | Primo turno | Primo turno |  |  | Secondo turno | Secondo turno              | Secondo turno              | Secondo turno | Secondo turno |   |   | Ultimo turno | Ultimo turno               | Ultimo turno               | Ultimo turno | Ultimo turno |  |
|  |                        |                            |                            |             |             |  |  |               |                            |                            |               |               |   |   |              |                            |                            |              |              |  |
|  | 4                      | Barbora Zahlavova Strycova | Barbora Zahlavova Strycova | 6           | 6           |  |  |               |                            |                            |               |               |   |   |              |                            |                            |              |              |  |
|  |                        | Estefania Craciun          | Estefania Craciun          | 4           | 2           |  |  | 4             | Barbora Zahlavova Strycova | Barbora Zahlavova Strycova | 6             | 6             |   |   |              |                            |                            |              |              |  |
|  | Stella Menna           | Stella Menna               | Stella Menna               | 6           | 6           |  |  |               | Stella Menna               | Stella Menna               | 1             | 1             |   |   |              |                            |                            |              |              |  |
|  | Lorena Villalobos-Cruz | Lorena Villalobos-Cruz     | Lorena Villalobos-Cruz     | 3           | 4           |  |  |               |                            |                            |               |               |   |   | 4            | Barbora Zahlavova Strycova | Barbora Zahlavova Strycova | 4            | 6            |  |
|  | Gréta Arn              | Gréta Arn                  | 7                          | 4           | 6           |  |  |               |                            |                            | Gréta Arn     | Gréta Arn     | 6 | 7 |              |                            |                            |              |              |  |
|  | Evgenija Rodina        | Evgenija Rodina            | 5                          | 6           | 2           |  |  |               | Gréta Arn                  | 4                          | 6             | 7             |   |   |              |                            |                            |              |              |  |
|  | 6                      | Pauline Parmentier         | 2                          | 6           | 6           |  |  | 6             | Pauline Parmentier         | 6                          | 3             | 63            |   |   |              |                            |                            |              |              |  |
|  |                        | Giulia Gabba               | 6                          | 0           | 1           |  |  |               |                            |                            |               |               |   |   |              |                            |                            |              |              |  |